# Трициклопод

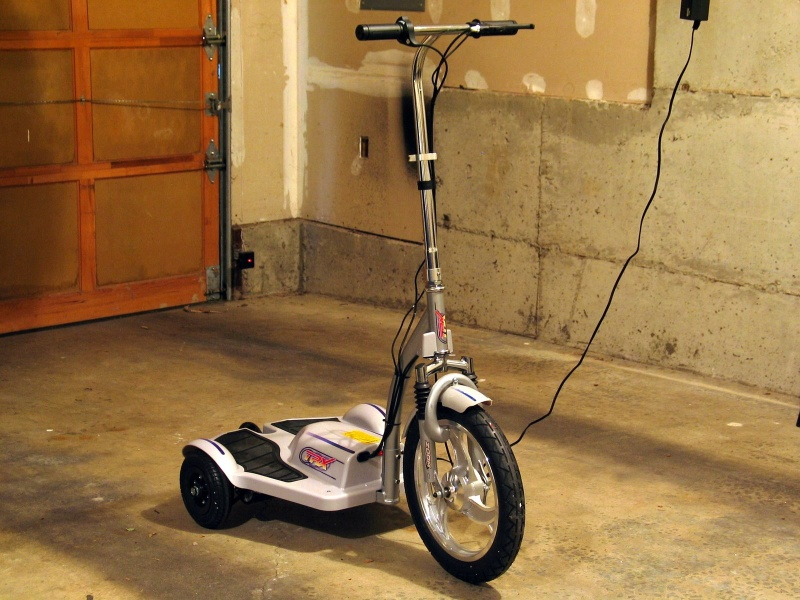
Трициклопод заряджається

Трициклопод — це триколісний моторизований (зазвичай електричний) транспортний засіб, котрий використовує одна людина в стоячій позиції. Трициклопод реалізує ідею безпечного та зручного персонального транспорту; схожий на сеґвей. На відміну від двоколісного, триколісний транспортний засіб стоїть сам по собі, без складного механізму динамічного балансування. Прості моделі без коробки передач не пристосовані для крутих підйомів, проте на рівній поверхні їдуть порівняно швидко (до 25 км/год). Типове використання — для коротких місцевих подорожей по рівних міських дорогах і тротуарах.